# Авторское право в Новой Зеландии
Закон об авторском праве Новой Зеландии принят в 1994 году с последующими поправками. Законодательство в области права находится в ведении подразделения интеллектуальной собственности Министерства бизнеса, инноваций и занятости (MBIE).
Новая Зеландия является участником нескольких международных соглашений по авторскому праву, включая Соглашение ТРИПС 1994, в 1928 Бернской Конвенции и Всемирной Конвенции об авторском праве 1952 года.

## Сфера действия авторского права
Закон Об авторском праве 1994 года предоставляет владельцам оригинального произведения монопольно контролировать использование и распространение своих работ. Владелец авторского права на произведение имеет исключительное право на использование экономических прав. Лицо считается виновным в нарушении авторского права, если выполняет одно из следующих действий в целом или в любой «существенной части» :
- делает копировальные работы;
- производит публикации, выпуск или продажу копий для общественности;
- выступает, играет или показывает работы в общественных местах;
- проводит вещание;
- делает любую работу с производными или адаптированными произведениями, с охраняемом авторским правом произведением.

Всем, кто хочет использовать чужой труд требуется разрешения правообладателя. Владелец авторских прав может переуступать и передавать лицензии и имущественные права на работу.

## Авторские работы
Авторское право автоматически распространяется (не требуется регистрация) для оригинальных работ в следующих номинациях:
- Литературные произведения (романы, стихи, тексты песен, компьютерные программы, компиляции данных);
- Драматические произведения (Сценарии для фильмов или спектаклей);
- Художественные произведения (картины, планы, карты, фотографии, скульптуры, моделей, зданий);
- Музыкальные произведения (партитуры и аранжировки);
- Звукозаписи (музыкальных, литературных или драматических произведений);
- Фильмы;
- Вещание (радио, ТВ, кабельное);
- Типографская аранжировка изданий (существует независимо от авторских прав на опубликованные работы, если таковые имеются).

Авторское право не распространяется на определенные государственные работы, такие, как парламентские акты, регламенты, парламентские дебаты, судебные решения и доклады специальных комитетов, королевских комиссий, комиссий по расследованию и т. д.

## Срока действия авторских прав
Защита авторских прав не может длиться вечно. Продолжительность защиты авторских прав зависит от типа работы. Работы в итоге переходят в общественное достояние. Это означает, что как только срок действия авторских прав истек, все желающие могут свободно использовать произведение. До момента разрешения правообладателя требуется использовать защищенные авторским правом работы. Авторские права в Новой Зеландии в значительной степени согласуются с другими странами, хотя срок охраны авторских прав не вырос с 50 до 70 лет, как в Европе и Соединенных Штатах. Срок действия авторских прав зависит от типа работы.
Вот несколько примеров сроков охраны авторских прав:
- Для литературных, драматических, музыкальных и художественных произведений: 50 лет со смерти автора;
- Звукозаписи и фильмы: через 50 лет, когда есть доступ для общественности;
- Вещание и кабельное ТВ: 50 лет от трансляции;
- Типографские соглашения: 25 лет с первой публикации;
- Сгенерированные компьютером работы: 50 лет после того, как сделана работа;
- Художественные произведения промышленного применения: 16 лет с того момента, когда работы выполнены;
- Художественное мастерство промышленного применения: 25 лет с момента, когда работы выполнены.

Срок авторского права изменится, если в Транстихоокеанском партнёрстве закон будет ратифицирован, тогда потребуется в Новой Зеландии увеличить базовый срок действия авторских прав до смерти плюс 70 лет.

## Исключения и торговля
Закон Об авторском праве допускает определенные разрешенные деяния, когда может наступить освобождение от ограничений авторского права. Они включают в себя:
- добросовестность в отношениях с целью критики, комментариев, новостей, отчетов, научных или частных исследований;
- определенные образовательные цели;
- сдвиг во времени телепрограмм для последующего просмотра;
- Формат переключения музыки;
- резервное копирование компьютерных программ;
- копии Брайля литературных или драматических произведений.

## Моральные права
Помимо защиты экономических прав автора, авторское право защищает личные не имущественные права автора. Моральные права защищают автора от искажений, искажению или иному изменению произведения, где этот акт будет или наносит ущерб репутации автора. Моральные права неотъемлемо прикреплены к автору и не могут быть переданы. Некоторые моральные права могут, однако, быть отменены. Моральные права дают автору, например, право на:
- быть признанным в качестве автора (право на авторство);
- право на неприкосновенность.

## Поправки
В 2001 году Министерство экономического развития начало проводить правки закона об авторских правах, в свете новых технологий, таких как перевод СМИ в цифровую форму и коммуникаций через интернет.
Изменения в Законе были приняты в 2008 году, особенно для авторских (новых технологий) поправки к закону. Эти изменения прошли под влиянием медийных корпораций и организаций (RIANZ, АПРА, Союз художников, NZSA, АИПА, NZIPP и др.) , специалистами-технологами, Интернет-провайдерами, предприятиями, комментаторами СМИ, библиотекарями и представителями общественности
Премьер-министр Новой Зеландии заявил, что законы об авторском праве были необходимы для Новой Зеландии, чтобы провести переговоры по соглашению о свободной торговле с Соединенными Штатами.
В 2013 году за нарушения авторских прав суд в Новой Зеландии завел 17 дел, касающихся незаконного обмена файлами. Во всех 17 случаях заявителем была Ассоциация звукозаписывающей индустрии Новой Зеландии (RIANZ), были приняты меры от имени правообладателей против отдельных Интернет-аккаунтов. В большинстве случаев нарушения касались загрузки музыки через торрент файлообменных протоколов.